# いつでもあなたを
「いつでもあなたを」（(I'm Watching) Every Little Move You Make）は、ポール・アンカが作詞・作曲した楽曲である。

## 概説
ポール・アンカがシルヴィ・ヴァルタンのために作った英語の曲であるが、フランス語ヴァージョンもある。複数のタイトルがあり、英語ヴァージョンは「I'm Watching」と「(I'm Watching) Every Little Move You Make」、フランス語ヴァージョンは「Je ne vois que toi」である。ポール・アンカとシルヴィ・ヴァルタンは、英語でデュエットをしたこともある。

## シルヴィ・ヴァルタンのレコードとCD

### EP
- フランス 1963年 RCA VICTOR 86.019M

A面: 1. Ne T'en Vas 2. Deux Enfants / B面: 1. I'm Watching 2. Les Clous D'or
- 日本 1963年12月 VICTOR SS-1380

A面: いつでもあなたを… I'M WATCHING (EVERY LITTLE MOVE YOU MAKE) / B面: 悲しき雨音 RHYTHM IN THE RAIN (En ecoutant la pluie)

### LP
- フランス 1963年 RCA

『Twiste et Chante』
- 日本 1964年5月 VICTOR SHP-5313

『フランスの新星シルヴィ・バルタン』 B面1. I'm Watching (Every Little Move You Make)

### CDアルバム
- 日本 1999年5月21日 BMGメディアジャパン

『Twiste et Chante（ドゥジューム）』 6. いつでもあなたを（英語） 7. いつでもあなたを（フランス語）

## カヴァーした歌手
- リトル・ペギー・マーチ
- マリアンヌ・ミーユ（フランス語版）
- デル・リチャードソン